# Oospila continuata
Oospila continuata là một loài bướm đêm trong họ Geometridae.